# Марвен Матіп
Марвен Матіп (фр. Marvin Matip, нар. 25 вересня 1985, Бохум) — німецький та камерунський футболіст, що грав на позиції захисника.
Виступав, зокрема, за клуби «Кельн» та «Інгольштадт 04», а також національну збірну Камеруну.

## Клубна кар'єра
Народився 25 вересня 1985 року в родині камерунця та німкені в місті Бохум. Марвін почав займатися футболом з 7 років у складі клубу «Вейтмар 45» з передмістя Бохума. У 9 років він перейшов у «Бохум», в якому пройшов через всі юнацькі та молодіжні команди. У сезоні 2003/04 Матіп дебютував в резервній команді «Бохума», в якій за сезон взяв участь у 33 матчах Оберліги Вестфален. Також у тому сезоні один матч Матіп провів за першу команду — 23 жовтня 2004 року у Бундеслізі проти «Вольфсбурга».
Влітку 2005 року Матіп перейшов до новачка Бундесліги клубу «Кельн». Дебютував у складі нової команди захисник в грі першого туру з «Майнцом». У першому сезоні зіграв за «Кельн» 23 гри (всі в стартовому складі) і забив 1 гол. За підсумками сезону клуб вилетів у Другу Бундеслігу, де Матіп провів з командою провів два роки, відігравши за цей час 42 матчі і після закінчення сезону 2007/08 разом з командою повернувся в Бундеслігу. Протягом наступних двох сезонів Марвен став все рідше потрапляти в основний склад, і в 2010 році був відданий в оренду в клуб Другої Бундесліги «Карлсруе СК», за який зіграв 13 матчів.
Влітку 2010 року, незадовго до закінчення трансферного вікна, Матіп приєднався до іншого клубу Другої Бундесліги «Інгольштадт 04». Тут Марвен відразу став основним гравцем, а потім і капітаном команди і у сезоні 2014/15 допоміг команді посісти перше місце та вийти до Бундесліги. Там Матіп провів свої два останні сезони у вищому німецькому дивізіоні, зігравши 66 матчів і забивши 2 голи, після чого 2017 року команда повернулась у другий дивізіон. По ходу сезону 2018/19, коли команду очолив Єнс Келлер, Матіп був виключений зі складу та переведений до другої команди. За неї захисник провів 6 матчів у Регіоналлізі Баварії і забив два голи, а на початку квітня 2019 року новий тренер Томас Орал, який вже тренував клуб у 2011—2013 роках, повернув його до першої команди. Втім за підсумками сезону клуб вилетів до Третьої ліги, після чого у жовтні 2019 року Матіп закінчив свою ігрову кар'єру.

## Виступи за збірні
2004 року дебютував у складі юнацької збірної Німеччини (U-20) і наступного року поїхав з нею на молодіжний чемпіонат світу 2005 року в Нідерландах, де забив два голи, в тому числі переможний у 1/8 фіналу проти Китаю (3:2) і став чвертьфіналістом турніру. Загалом на юнацькому рівні взяв участь у 14 іграх, відзначившись одним забитим голом.
Протягом 2004—2006 років залучався до складу молодіжної збірної Німеччини, з якою був учасником молодіжного чемпіонату Європи 2006 року у Португалії, де німці не вийшли з групи. Всього на молодіжному рівні зіграв у 22 офіційних матчах, забив 1 гол.
У 2007 році Матіп висловив бажання виступати у складі національної збірної Камеруну, звідки родом його батько. Марвін був викликаний на збір команди, проте через проблеми з оформленням документів його дебют за національну збірну був відкладений і відбувся тільки 2 червня 2013 року в товариському матчі зі збірною України (0:0). Ще дві ігри за Камерун Матіп провів у березні 2016 року в рамках кваліфікації до Кубку африканських націй 2017 року, після чого за збірну не грав.

## Статистика виступів

### Статистика клубних виступів
| Сезон                      | Команда                    | Чемпіонат                  | Чемпіонат | Чемпіонат | Національний кубок | Національний кубок | Національний кубок | Континентальні кубки | Континентальні кубки | Континентальні кубки | Інші змагання | Інші змагання | Інші змагання | Усього | Усього |
| Сезон                      | Команда                    | Ліга                       | Ігор      | Голів     | Ліга               | Ігор               | Голів              | Ліга                 | Ігор                 | Голів                | Ліга          | Ігор          | Голів         | Ігор   | Голів  |
| -------------------------- | -------------------------- | -------------------------- | --------- | --------- | ------------------ | ------------------ | ------------------ | -------------------- | -------------------- | -------------------- | ------------- | ------------- | ------------- | ------ | ------ |
| 2004–05                    | «Бохум»                    | БЛ                         | 1         | 0         | -                  | -                  | -                  | -                    | -                    | -                    | -             | -             | -             | 1      | 0      |
| 2005–06                    | «Кельн»                    | БЛ                         | 23        | 1         | КН                 | 1                  | 0                  | -                    | -                    | -                    | -             | -             | -             | 24     | 1      |
| 2006–07                    | «Кельн»                    | 2БЛ                        | 18        | 0         | КН                 | 2                  | 0                  | -                    | -                    | -                    | -             | -             | -             | 20     | 0      |
| 2007–08                    | «Кельн»                    | 2БЛ                        | 24        | 0         | -                  | -                  | -                  | -                    | -                    | -                    | -             | -             | -             | 24     | 0      |
| 2008–09                    | «Кельн»                    | БЛ                         | 18        | 0         | -                  | -                  | -                  | -                    | -                    | -                    | -             | -             | -             | 18     | 0      |
| серп. 2009-січ. 2010       | «Кельн»                    | БЛ                         | 4         | 0         | КН                 | 1                  | 0                  | -                    | -                    | -                    | -             | -             | -             | 5      | 0      |
| Усього за «Кельн»          | Усього за «Кельн»          | Усього за «Кельн»          | 87        | 1         |                    | 4                  | 0                  |                      |                      |                      |               |               |               | 91     | 1      |
| лют. 2010-трав. 2010       | «Карлсруе СК»              | 2БЛ                        | 13        | 1         | -                  | -                  | -                  | -                    | -                    | -                    | -             | -             | -             | 13     | 1      |
| 2010–11                    | «Інгольштадт 04»           | 2БЛ                        | 30        | 2         | КН                 | 1                  | 0                  | -                    | -                    | -                    | -             | -             | -             | 31     | 2      |
| 2011–12                    | «Інгольштадт 04»           | 2БЛ                        | 32        | 0         | КН                 | 2                  | 0                  | -                    | -                    | -                    | -             | -             | -             | 34     | 0      |
| 2012–13                    | «Інгольштадт 04»           | 2БЛ                        | 34        | 0         | КН                 | 1                  | 0                  | -                    | -                    | -                    | -             | -             | -             | 35     | 0      |
| 2013–14                    | «Інгольштадт 04»           | 2БЛ                        | 23        | 2         | КН                 | 3                  | 0                  | -                    | -                    | -                    | -             | -             | -             | 26     | 2      |
| 2014–15                    | «Інгольштадт 04»           | 2БЛ                        | 30        | 3         | КН                 | 1                  | 0                  | -                    | -                    | -                    | -             | -             | -             | 31     | 3      |
| 2015–16                    | «Інгольштадт 04»           | БЛ                         | 30        | 2         | КН                 | 1                  | 0                  | -                    | -                    | -                    | -             | -             | -             | 31     | 2      |
| Усього за «Інгольштадт 04» | Усього за «Інгольштадт 04» | Усього за «Інгольштадт 04» | 179       | 9         |                    | 9                  | 0                  |                      |                      |                      |               |               |               | 188    | 9      |
| Усього за кар'єру          | Усього за кар'єру          | Усього за кар'єру          | 280       | 11        |                    | 13                 | 0                  |                      |                      |                      |               |               |               | 293    | 11     |

### Статистика виступів за збірну
| Дата       | Місто  | Господарі | Результат | Гості   | Турнір                                  | Голи | Примітки |
| ---------- | ------ | --------- | --------- | ------- | --------------------------------------- | ---- | -------- |
| 02-06-2013 | Київ   | Україна   | 0 – 0     | Камерун | товариський матч                        | -    | 79'      |
| 26-03-2016 | Яунде  | Камерун   | 2 – 2     | ПАР     | Відбір до Кубка африканських націй 2017 | -    | 78'      |
| 29-03-2016 | Дурбан | ПАР       | 0 – 0     | Камерун | Відбір до Кубка африканських націй 2017 | -    |          |
| Усього     |        | Матчів    | 3         |         | Голів                                   | 0    |          |

## Особисте життя
У Марвіна є молодший брат, Жоель, теж футболіст, грав за «Ліверпуль» і збірну Камеруну. Двоюрідний брат Марвена і Жоеля — колишній нападник збірної Камеруну Жозеф-Дезіре Жоб.